# Neoscortechinia
Neoscortechinia là một chi thực vật có hoa trong họ Đại kích
Nó được mô tả khoa học lần đầu tiên năm 1897. Chi này là bản địa khu vực Đông Nam Á và Papuasia.

## Các loài
Chi này gồm các loài sau:
1. Neoscortechinia angustifolia (Airy Shaw) Welzen, 1994 - Sabah, Kalimantan.
2. Neoscortechinia forbesii (Hook.f.) S.Moore, 1924 - New Guinea, quần đảo Admiralty, quần đảo Bismarck, quần đảo Solomon.
3. Neoscortechinia kingii (Hook.f.) Pax & K.Hoffm., 1919 - Tây Malaysia, Sumatra, Borneo.
4. Neoscortechinia nicobarica (Hook.f.) Pax & K.Hoffm., 1919. - Quần đảo Nicobar, Myanmar, Malaysia, Indonesia, Philippines, Tây New Guinea.
5. Neoscortechinia philippinensis (Merr.) Welzen, 1994 - Myanmar, Thái Lan, Malaysia, Tây Indonesia, Philippines.
6. Neoscortechinia sumatrensis S.Moore, 1925 - Tây Malaysia, Bắc Sumatra, Simeulue, Borneo.